# Говорещи статуи на Рим
Говорещите статуи на Рим (на италиански: statue parlanti di Roma) са 6 статуи, чрез които населението на Рим изразява по анонимен начин мнението си за политическата ситуация в града.
Критиката си за управлението и управляващите (главно папството) са под формата на анонимни стихове и писма, които се залепват в основата на някои римски статуи. Традицията води началото си от XVI век и продължава до наши дни.
Най-известната от тях е статуята „Паскуале“. Торсът на тази статуя е намерен при строителна дейност в Рим и най-вероятно представлява римско копие на гръцката статуя „Менелай и тялото на Патрокъл“.

## Галерия
- Абат Луиджи, Piazza Vidoni
- Мадам Лукреция, Piazza San Marco
- Фонтанът на павиана (Il Babbuino), Sant'Atanasio dei Greci
- Fontana del Facchino, Via Lata
- Marforio at the Musei Capitolini.